# Xanthosoma striatipes
Xanthosoma striatipes là một loài thực vật có hoa trong họ Ráy (Araceae). Loài này được (Kunth & C.D.Bouché) Madison miêu tả khoa học đầu tiên năm 1981.